# Jean-Marie Pieyre
Pour les articles homonymes, voir Pieyre.
Jean-Marie Pieyre (Joan Maria Pieire en occitan), né à Saint-Affrique le 5 avril 1954, mort le 13 décembre 1998 à Viriat dans l'Ain est un écrivain français de langue occitane.

## Œuvre
- Sens Importància, 1973
- Les Petits Millautins, 1974
- Les Mains dans les poches, 1975
- Los Papagais, 1977
- Contes del Minau, 1981
- La Persona Estrangièira, 1983
- Comissari Serafin, 1984
- L'Òme de Magalona, 1987
- La montada de la Granda Còsta, 1996
- Las aigas del tornis, 1996
- Lo ligador d'amor, 1996
- Las orsas que dançan, 1996
- Rai la mòrt, 1999